# سپیده گلچین
سپیده گلچین (زادهٔ ۱۳ آبان ۱۳۵۷ در تهران) بازیگر سینما، تئاتر و تلویزیون اهل ایران است.

## زندگی هنری
سپیده گلچین در ۱۳ آبان ۱۳۵۷ در تهران زاده شد. او مدرک کارشناسی بازیگری از دانشکده هنر و معماری و مدرک کارشناسی ارشد بازیگردانی از ونکورر کانادا دارد. وی فعالیت سینمایی خود را در جایگاه بازیگر، از سال ۱۳۷۸ با فیلم «اعتراض» به کارگردانی «مسعود کیمیایی» و در تلویزیون، سریال‌های «بیابان عشق» و «آژانس دوستی» آغاز کرد. او در سال ۱۳۹۴ با ساخت فیلم سینمایی «ساز منو نزن» اولین اثر سینمایی خود را در جایگاه کارگردان تجربه کرد.
سپیده گلچین که از هنرمندان حامی حسن روحانی در انتخابات ۱۳۹۶ بود، در خرداد ۱۳۹۷ در اعتراض به وضعیت موجود، به اتفاق برخی دیگر از هنرمندان، دعوت افطاری روحانی را نپذیرفت و اعلام کرد در این مراسم حضور پیدا نخواهد کرد. او از نبود آزادی بیان، سانسور و عدم توجه به حقوق شهروندی گله کرد و به هنرمندان منتقد حسن روحانی پیوست.
سپیده گلچین در اردیبهشت ۱۳۹۸، اندی مددیان، خواننده ایرانی مقیم آمریکا را بر اساس شایعه‌ای در فضای مجازی، متهم کرد که در عروسی پسر محمودرضا خاوری، متهم اقتصادی مقیم کانادا آواز خوانده است. گلچین در پیامی توئیتری، خطاب به اندی نوشت که «تو نه صدا داشتی و نه قیافه» و «آن پولی که گرفتی، حق مردم ایران است».
اندی مددیان چند روز بعد از این شایعه، آن را تکذیب کرد و نوشت: «من هرگز در جشن عروسی پسر آقای خاوری حضور نداشتم و برنامه اجرا نکرده‌ام.»
اندی همچنین از «دوستان آگاه» خواست که هیچگاه اخبار و اطلاعات را از منابع و پست‌های بی‌اعتبار فضای مجازی نگیرند و برای دریافت اطلاعات، به منابع خبری، رسانه‌ها و خبرنگاران معتبر رجوع کنند.

## آثار هنری
فیلم سینمایی:
| عنوان فیلم                          | نقش | کارگردان       | سال تولید |
| ----------------------------------- | --- | -------------- | --------- |
| اعتراض                              |     | مسعود کیمیایی  | ۱۳۷۸      |
| روایت سه‌گانه                        |     | پرویز شیخ طادی | ۱۳۸۲      |
| صحنه جرم ورود ممنوع                 |     | ابراهیم شیبانی | ۱۳۸۴      |
| سینه سرخ                            |     | پرویز شیخ طادی | ۱۳۸۵      |
| آتش در نیستان (سومین روز پس از مرگ) |     | پرویز شیخ طادی | ۱۳۸۵      |
| ساز منو نزن!                        |     | سپیده گلچین    | ۱۳۹۴      |
| روسی                                |     | امیرحسین ثقفی  | ۱۳۹۶      |

سریال تلویزیونی:
| عنوان فیلم     | نقش   | کارگردان       | سال تولید |
| -------------- | ----- | -------------- | --------- |
| تنها در تاریکی | میترا | مسعود رشیدی    | ۱۳۷۸      |
| آژانس دوستی    |       | احمد رمضان‌زاده | ۱۳۷۷      |
| بیابان عشق     |       | هوشنگ هدایتی   | ۱۳۸۰      |
| غروب بی پایان  |       | هوشنگ هدایتی   | ۱۳۸۰      |
| عمارت فرنگی    | حمیرا | محمدرضا ورزی   | ۱۳۸۸      |
| شب هزار و یکم  | فریال | علی بهادر      | ۱۳۸۸      |
| هوش سیاه       |       | مسعود آب پرور  | ۱۳۸۹      |

فیلم تلویزیونی:
| عنوان فیلم   | نقش | کارگردان    | سال تولید |
| ------------ | --- | ----------- | --------- |
| رؤیا         |     | صادق کرمیار | ۱۳۸۷      |
| روزش تاریک … |     | بهنوش صادقی | ۱۳۸۸      |

فیلم کوتاه:
«چراغ قرمز» کارگردان: سپیده گلچین
تئاتر:
- «غبار» نویسنده و کارگردان: بهاره رهنما ۱۳۹۱[۴][۲۹]
- «قضیه متران پاژ» کارگردان: الهام پاوه نژاد ۱۳۹۲[۳۰]
- «شکسپیر و زنان عاشق» نویسنده: «چارلز جرج» کارگردان: بهاره رهنما ۱۳۹۳[۳۱]
- خوانش «سگ کشی» بهرام بیضایی به کارگردانی مجید مظفری ۱۳۹۵[۳۲]
- «کوسه‌ها» نویسنده و کارگردان: احمد مرادی پور۱۳۹۶[۳۳]